# Fitomenadione
Il fitomenadione, noto anche come vitamina K1 o fillochinone, è un composto chimico, uno dei vitameri della vitamina K, presente negli alimenti e utilizzato come integratore alimentare.
Come supplemento è usato per trattare alcuni disturbi emorragici. Ciò include overdose di warfarin, carenza di vitamina K e ittero ostruttivo. Si raccomanda inoltre per prevenire e curare la malattia emorragica del neonato. L'uso è in genere raccomandato per via orale o per iniezione sotto la pelle. L'uso per iniezione in una vena o muscolo è raccomandato solo quando non sono possibili altre vie. Se somministrati per iniezione, i benefici si osservano entro due ore.
Gli effetti indesiderati comuni quando somministrati per iniezione comprendono dolore nel sito di iniezione e gusto alterato. Reazioni allergiche gravi possono verificarsi quando viene iniettato in una vena o in un muscolo. Non è chiaro se l'uso durante la gravidanza sia sicuro; tuttavia, l'uso è probabilmente corretto durante l'allattamento. Funziona fornendo un componente necessario per creare una serie di fattori di coagulazione del sangue. Le fonti trovate includono verdure verdi, olio vegetale e un po' di frutta.
Il fitomenadione fu isolato per la prima volta nel 1939. È incluso nell'elenco dei medicinali essenziali dell'Organizzazione mondiale della sanità, i farmaci più efficaci e sicuri necessari in un sistema sanitario. Il costo all'ingrosso nei paesi in via di sviluppo è di circa 0,11-1,27 USD per una fiala da 10 mg. Negli Stati Uniti un corso di trattamento costa meno di 25 USD. Nel 1943 Edward Doisy e Henrik Dam ricevettero un premio Nobel per la sua scoperta.